# ألفارو دي فيغيروا
ألفارو دي فيغيروا (بالإسبانية: Álvaro de Figueroa y Alonso-Martínez )‏ (و. 1893 – 1950 م) هو لاعب البولو، وسياسي، ومحامي إسباني، ولد في مدريد، كان عضوًا في الحزب الليبرالي (إسبانيا، 1880)، شارك في الألعاب الأولمبية الصيفية 1920، وشارك في الألعاب الأولمبية الصيفية 1924، وشارك في الألعاب الأولمبية الصيفية 1920، توفي في مدريد، عن عمر يناهز 57 عاماً، بسبب سرطان.

## مناصب
تولى منصب عضو مجلس النواب الإسباني ‏ (3 أبريل 1936–2 فبراير 1939)
- عمدة مدريد (30 ديسمبر 1921–22 مارس 1922)
- نائب  [لغات أخرى]‏ (31 يناير 1917–15 سبتمبر 1923)

.

## روابط خارجية
- ألفارو دي فيغيروا على موقع أوليمبيديا (الإنجليزية)